# North American FJ Fury
Il North American FJ Fury fu un aereo da caccia realizzato nella seconda metà degli anni quaranta dall'azienda statunitense North American Aviation.
Frutto di un progetto realizzato autonomamente, almeno inizialmente identificato con la designazione di fabbrica RD 1265, fu il primo aereo a reazione ed il primo caccia imbarcato costruito dall'azienda di Inglewood, così come fu il primo aviogetto a prestare servizio operativo nei reparti della United States Navy.
Realizzato in quattro versioni principali, venne prodotto tra il 1946 ed il 1956 per un totale di 1 148 esemplari (tra prototipi e macchine di serie) che prestarono servizio nell'United States Navy e nell'United States Marine Corps; alcuni esemplari vennero impiegati nel corso della guerra del Vietnam. Gli ultimi esemplari prestarono servizio nell'US Navy fino al 1965.

## Storia del progetto
Quando divenne chiaro che la propulsione a getto sarebbe stato il futuro degli aerei da combattimento ad elevate prestazioni la North American Aircraft, forte della propria esperienza nel campo dei velivoli da caccia, decise di presentare alle autorità statunitensi un proprio progetto in merito che, nel corso degli ultimi mesi del 1944, fu posto all'attenzione dell'US Navy. Poco tempo dopo (il 1º gennaio 1945 secondo alcune fonti, nel maggio dello stesso anno secondo altri) la società californiana ricevette un ordine per 100 esemplari del velivolo: internamente all'azienda identificato con la sigla NA-134, il nuovo progetto ricevette (in ossequio al vigente sistema di designazione) la codifica FJ, unitamente al nome Fury (in lingua inglese, furia).

### FJ-1
Portato in volo sul finire del 1946, il prototipo XJF-1 era caratterizzato dall'ala dritta e dalla fusoliera realizzata intorno al turbogetto General Electric (GE) TG-180 che sviluppava una forza pari a 16,7 kN. Consegnato ai reparti nel 1948 risultò ben presto una macchina superata dalle rapide evoluzioni che la tecnologia conosceva in quel periodo; l'ordine venne ridotto a soli 30 esemplari e (come i contemporanei McDonnell FH Phantom e Vought F6U Pirate) servì all'US Navy soprattutto al fine di maturare esperienze, nel campo degli aviogetti imbarcati, che trovarono pratica applicazione nei modelli successivi.

### FJ-2 e FJ-3
Lo sviluppo successivo dovette aspettare diverso tempo prima di vedere la luce: l'US Navy, infatti, si mostrò estremamente cauta nell'adottare velivoli con ala a freccia per i propri reparti, ma le prime risultanze della guerra di Corea evidenziarono le difficoltà dei caccia all'epoca in servizio (principalmente i Grumman F9F Panther) a contrastare i più moderni jet Sovietici (in particolare i MiG-15).

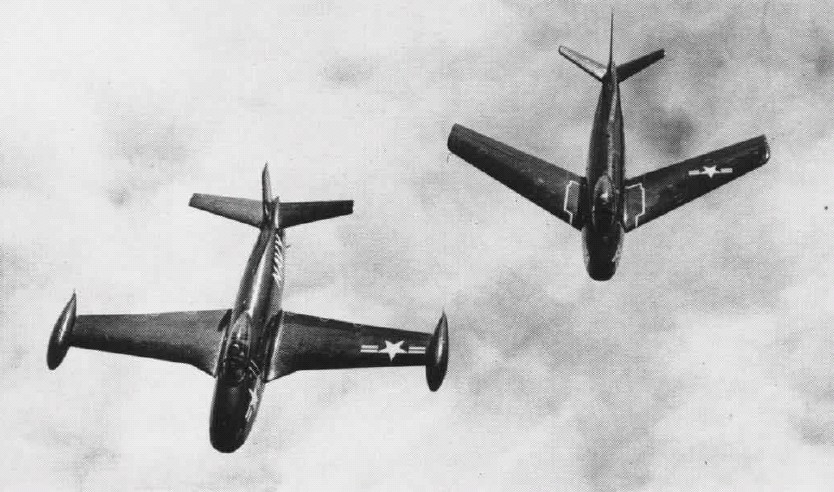
Due esemplari delle versioni FJ-1 ed FJ-2 a confronto.

La soluzione che si ritenne opportuno percorrere era quella di adattare all'impiego dalle portaerei lo sviluppo "terrestre" del progetto del Fury, l'F-86 Sabre, dotato di ali a freccia, all'epoca sviluppato fino alla versione F-86E. Vennero quindi rapidamente ordinati tre prototipi di F-86E modificati: due dotati di gancio di coda e carrello d'atterraggio modificato per agevolare le operazioni di appontaggio, ma disarmati (identificati con la sigla XJF-2) ed uno dotato di armamento, ma non adatto alle operazioni dal ponte delle portaerei (XJF-2B). Quest'ultimo esemplare fu il primo a volare, il 27 dicembre del 1951.
Dopo un intenso programma di prove, il progetto venne accettato e (sul finire del 1952) le autorità avanzarono un ordine per 300 esemplari del nuovo velivolo che, pur in presenza di modifiche considerevoli (tra le quali l'impiego del più potente motore General Electric J47), venne identificato come seconda versione del Fury (secondo alcuni al fine di agevolare l'approvazione degli stanziamenti di bilancio). La sospensione delle ostilità in Corea comportò la riduzione a 200 unità dell'ordine precedentemente firmato. Le consegne ai reparti ebbero inizio alla fine del 1953 e furono completate nel settembre del 1954.
Già nel corso del 1952, però, la North American cominciò a lavorare su una versione migliorata del Fury, dotata di un motore che sviluppava ancora maggior forza (in questo caso il Wright J65, copia prodotta su licenza del britannico Armstrong Siddeley Sapphire) e che richiedeva l'aumento delle dimensioni della presa d'aria frontale. Per il resto la nuova versione (FJ-3) del Fury incorporava modifiche di dettaglio rispetto alla precedente. Ne furono prodotti 538 esemplari, consegnati fra il 1954 e la fine del 1956.

### FJ-4
Ancora una volta la più recente versione del Fury vide la luce quando ancora quella precedente non era stata consegnata ai reparti: al fine di garantire maggior autonomia operativa al proprio caccia, la North American rivoluzionò drasticamente la cellula del Fury consentendo di incrementare del 50% la capacità dei serbatoi di carburante ed effettuando un lavoro di affinamento aerodinamico alle ali ed ai piani di coda. Ne risultò una macchina che, sebbene di maggiori dimensioni, di maggior peso al decollo ed a parità di propulsore, eguagliava o migliorava le prestazioni della versione precedente.
Il prototipo dell'FJ-4 venne portato in volo per la prima volta il 28 ottobre 1954 e tra il 1956 ed il 1958 ne furono realizzati 372 esemplari, 222 dei quali nella variante FJ-4B specificamente destinata al ruolo di cacciabombardiere.

## Tecnica

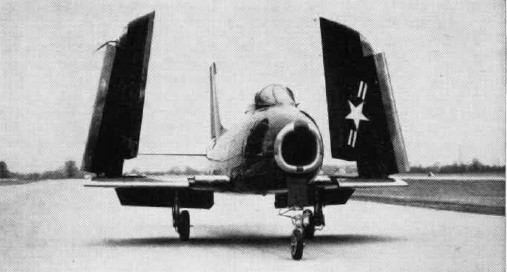
Un FJ-2 con le ali ripiegate.

Il North American FJ Fury mantenne nel corso completo del proprio sviluppo la configurazione monomotore con ala bassa ed impennaggi di tipo classico con carrello d'atterraggio di tipo triciclo anteriore.
La fusoliera presentava la presa d'aria frontale ed il motore era disposto posteriormente alla cabina di pilotaggio; l'ugello di scarico era disposto nella sezione terminale della fusoliera, al di sotto degli impennaggi.
Come detto il motore impiegato differì per ciascuna delle singole versioni dell'aviogetto, consentendo un costante incremento della forza sviluppata con il risultato di mantenere prestazioni adeguate pur in presenza di valori di peso al decollo in progressiva crescita.
Anche l'armamento venne costantemente aggiornato passando dalle sei mitragliatrici calibro 0.50 in dell'FJ-1, ai quattro cannoni calibro 20 mm dell'FJ-2 per finire all'impiego di missili aria-aria introdotti nella versione FJ-3M. Discorso a parte riguarda la versione FJ-4B che, destinata al ruolo di cacciabombardiere, prevedeva l'impiego di missili aria-terra AGM-12 Bullpup o di bombe (ivi comprese armi nucleari).
Anche in questo caso, per maggiori dettagli si rimanda alle voci inerenti alle singole versioni, come già indicate.

## Impiego operativo
La carriera operativa del Fury fu estremamente diversa a seconda delle singole versioni; nel rimandare alle singole pagine (più sopra indicate) di seguito si riportano gli aspetti principali per ciascuna di esse.

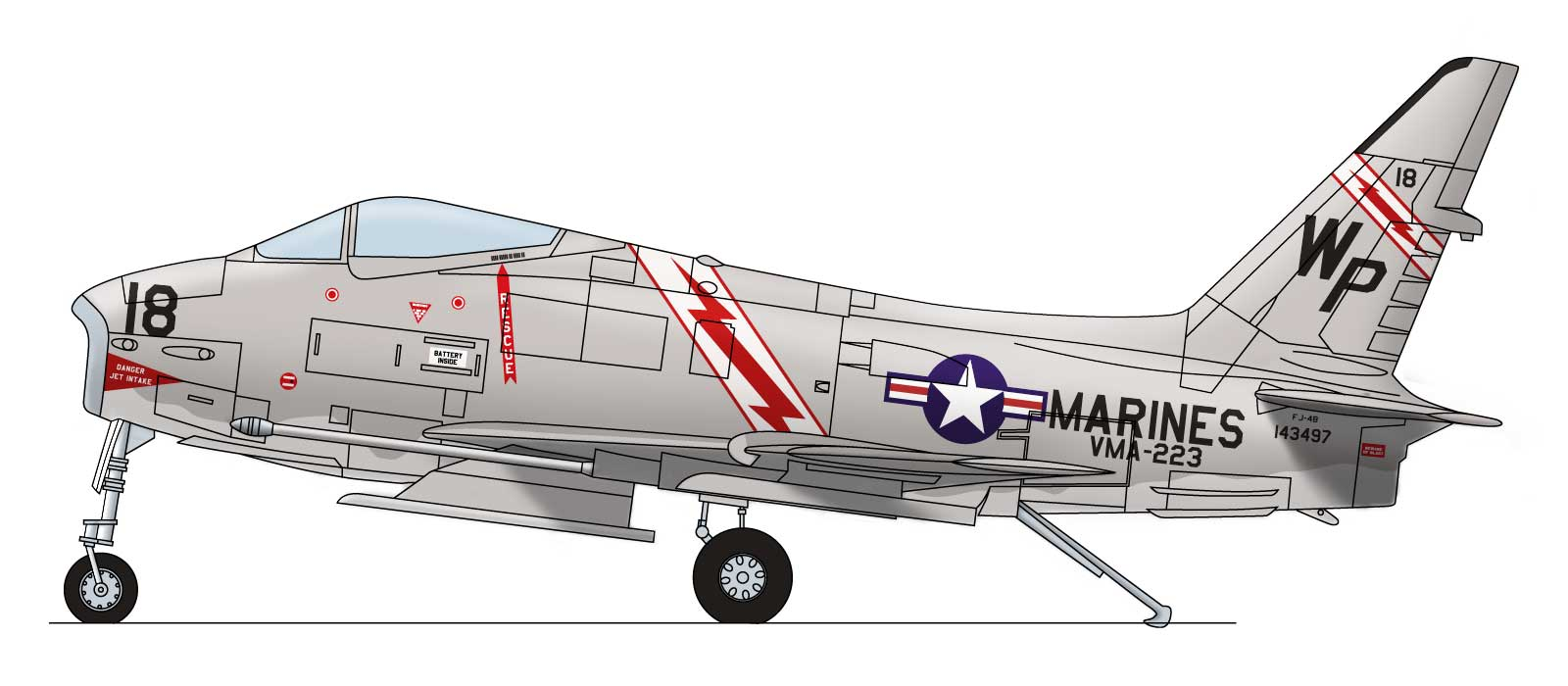
Riproduzione di un FJ-4B con le insegne dell'USMC.

I trenta esemplari di serie dell'FJ-1 vennero impiegati da un singolo reparto dell'US Navy, il Fighter Squadron 51 (VF-51), tra il 1958 ed il 1959. Imbarcati sulla USS Boxer vennero successivamente rimpiazzati dai Grumman F9F Panther e passati a compiti di riserva.
La versione FJ-2 trovò impiego prevalente nell'US Marine Corps ed in reparti basati sulla terraferma, in quanto l'US Navy non si rivelò particolarmente soddisfatta dell'impiego del velivolo dalle portaerei, preferendo l'impiego dei Grumman F9F Cougar. Le consegne, iniziate a partire dalla fine del 1953, non consentirono l'impiego del Fury nel corso della guerra di Corea.
Gli FJ-3 vennero consegnati tra il 1954 ed il 1956; i 538 esemplari equipaggiarono reparti sia dei Marines che della Marina (in questo caso divennero operativi in 12 reparti di volo).
Anche la versione FJ-4 venne impiegata in prevalenza nei reparti dei Marines mentre la versione FJ-4B, con le sue capacità di attacco con bombe nucleari, vide l'impiego in dieci reparti della Marina e tre dei Marines. Allo scoppio della guerra del Vietnam solo questi ultimi impiegavano nei propri reparti imbarcati i Fury; le fonti reperite indicano una sola missione di attacco (sul territorio del Laos) che vide uno dei velivoli impegnati rientrare alla base severamente danneggiato e successivamente radiato a causa dei danni subiti.

## Versioni
I dati sulle versioni sono tratti da "US Warplanes.net", tranne dove diversamente indicato.

Schema esplicativo dello sviluppo della famiglia di velivoli North American Fury e Sabre.

- XFJ-1: tre prototipi, recanti identificativo di fabbrica NA-134, dotati di turbogetto General Electric TG-180 che in un secondo momento avrebbe acquisito la denominazione di Allison J35[3];
- FJ-1: prima serie di trenta velivoli, con sigla interna NA-141 ed ala dritta, realizzati a partire dal 1946;
- XFJ-2: due prototipi, codice di fabbrica NA-179, dotati di ala a freccia e motore General Electric J47[7], portati in volo nel 1952;
- FJ-2: serie di duecento esemplari (NA-181) realizzati tra il 1952 ed il 1954 (un ordine per altri 227 velivoli venne cancellato);
- XFJ-2B: prototipo per una versione cacciabombardiere (NA-185) realizzato nel 1951. Non ebbe alcun seguito di produzione in serie;
- XFJ-3: prototipo per una nuova versione da caccia, realizzato mediante la modifica di un FJ-2 (indicato come NA-196), che venne dotato di motore Wright J65-W-2[2];
- FJ-3: terza versione di serie che venne realizzata in due diversi lotti che differivano tra loro in dettagli non significativi, per un totale di 458 esemplari (389 velivoli NA-194 e 69 della serie NA-215); il motore installato era il Wright J65-W-4[2]. In seguito all'unificazione dei sistemi di designazione dei velivoli, avvenuta nel corso del 1962, questi esemplari vennero successivamente identificati come F-1C;
  - FJ-3D: un esemplare trasformato in piattaforma di controllo per il missile RGM-6 Regulus[2]. Ridesignato DF-1C;
  - FJ-3D2: conversioni (in numero non precisato) di esemplari della serie FJ-3 in piattaforme di controllo per bersagli comandati a distanza[2]. La designazione divenne, a partire dal 1962, DF-1D
- FJ-3M: lotto di ottanta velivoli della serie FJ-3 (serie NA-215) modificati nell'armamento: potevano alloggiare, in piloni subalari (uno per semiala), due missili Sidewinder[2]. Dal 1962 divennero MF-1C;
- XFJ-4: due prototipi della quarta versione di serie (NA-208). Rispetto alla versione precedente presentavano modifiche sostanziali alla fusoliera ed alle ali ed il motore Wright J65-W-16A[9]
- FJ-4: ultima versione per un velivolo da caccia (NA-209). Prevedeva una sostanziale riprogettazione della fusoliera (che poteva alloggiare il 50% di carburante in più rispetto alla precedente), delle ali e dei piani di coda; venne realizzata in 150 esemplari. Tutti i quattro piloni alari erano stati adattati per ospitare i missili Sidewinder. Versione ridenominata in F-1E dal 1962;
  - YFJ-4: denominazione assegnata ad un singolo velivolo (della serie FJ-4) modificato ed impiegato per lo svolgimento di test (divenne YF-1E);
  - FJ-4F: cinque esemplari di FJ-4 modificati con l'installazione di un motore a razzo ausiliario;
- FJ-4B: versione cacciabombardiere. Furono costruiti complessivamente 222 velivoli (71 della serie NA-209 e 151 della serie NA-244) che montavano 6 piloni alari (anziché 4) ed erano dotati di freni aerodinamici; mediante l'ausilio di un sistema LABS (acronimo di Low-Altitude Bombing System) i Fury di questa versione potevano impiegare armi nucleari in missioni di bombardamento in cabrata[9]. Tra le armi che potevano essere impiegate, il missile aria-terra AGM-12 Bullpup: nei sei piloni subalari erano alloggiati cinque missili e la centralina di controllo[9]. Dopo il 1962 i velivoli di questa versione vennero ridenominati AF-1E.
  - YFJ-4B: velivoli (numero non specificato) della serie FJ-4B impiegati in test (ridenominati YAF-1E).

## Utilizzatori
Stati Uniti
- United States Navy
- United States Marine Corps